# Eduardo Phillips
Eduardo Phillips Huneeus, periodista y político radical chileno (Santiago, Chile, en 1865 - Santiago, Chile, en 1904).

## Biografía
Hijo de don Henry Phillips Thompson y doña Adelaida Huneeus Zegers (hermana de Jorge Huneeus Zegers), provenientes de familias de inmigrantes británicos y alemanes radicados en Chile. Hermano del también político Luis Phillips, quien fuera alcalde de Santiago y en su honor fue bautizado el paseo Phillips de dicha ciudad. 
Se dedicó a la carrera diplomática y al periodismo. Entró como oficial al Ministerio de Relaciones Exteriores, fue secretario del presidente José Manuel Balmaceda y llegó a subsecretario. 
Escribió en La Libertad Electoral, La Época, El Heraldo y La Ley, cuya dirección desempeñó por algún tiempo; usó el pseudónimo de "Fígaro". 
En 1890 creó un periódico satírico "El Figaro", donde atacaba directamente la política de José Manuel Balmaceda. Al estallar la revolución se fue al norte y sirvió de secretario al comandante Vicente Merino Jarpa. 
En 1892 volvió a la subsecretaría de Relaciones Exteriores y defnedió los derechos de Chile en la controversia de límites con Argentina. 
Fue ministro y diplomático en Londres (1898), pero a fines del mismo año fue exonerado de sus funciones; esta medida fue la obsesión de toda su existencia. En su descargo publicó en 1899, a su regreso, un folleto titulado "Mi destitución". 
Fue redactor de La Ley y empleó sus columnas para criticar duramente el decenio del presidente Pedro Montt. Era mordaz, satírico y de pasiones profundas. Chico de cuerpo y jorobado, grande en odios y en ingenio. Todo esto le acortó la vida, ya acortada al nacer, por su contextura física. 
Fue militante del Partido Radical y llegó al Congreso apoyado por su partido, en las elecciones parlamentarias de 1900, como Diputado por Antofagasta, Taltal y Tocopilla (1900-1903). Integró en la ocasión la Comisión permanente de Negocios Eclesiásticos, de Relaciones Exteriores y de Policía Interior.
No repostuló al cargo por graves problemas de salud, que le quitaron la vida en abril de 1904.